# Мироносицький цвинтар
Мироносицький цвинтар — некрополь Харкова у XVIII столітті, тепер не існує.

## Історія

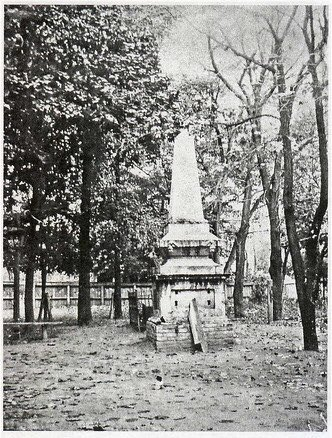
Могила колишнього харківського міського голови С. К. Костюріна на Мироносицькому цвинтарі, 1928 рік.

При цвинтарі знаходилася Мироносицька церква.
1792 кладовище було закрито, на його місці створили Мироносицький майдан, церква стала приходською.
З 1930 року — на цьому місці організовано тролейбусне депо Харкова. Після закриття депо на його місці створили сквер Перемоги.
У вересні 2013 року, попри серію протестів місцевих мешканців, у сквері Перемоги збудували нову церкву в стилі псевдобароко.